# Still (Baixo Reno)
Still é uma comuna francesa na região administrativa de Grande Leste, no departamento Baixo Reno. Estende-se por uma área de 23,05 km². Em 2010 a comuna tinha 1 839 habitantes (densidade: 79,8 hab./km²).